# کارن خاچاتوریان
کارن سورنی خاچاتوریان (ارمنی: Կարեն Սուրենի Խաչատրյան؛ روسی: Карэн Суренович Хачатурян؛ ۱۹ سپتامبر ۱۹۲۰ – ۱۹ ژوئیهٔ ۲۰۱۱) آهنگساز، و نوازنده پیانو ارمنی‌تبار اهل شوروی-روسیه بود. وی از کنسرواتوار دولتی چایکوفسکی مسکو فارغ‌التحصیل شده است. وی برادرزاده آرام خاچاتوریان بود.
وی همچنین برندهٔ جوایزی همچون جایزه دولتی اتحاد شوروی، نشان دوستی و هنرمند مردمی جمهوری شوروی فدراتیو سوسیالیستی روسیه شده است.